# Syllepte prumnides
Syllepte prumnides là một loài bướm đêm trong họ Crambidae.